# Meşepınarı, Karapürçek
Meşepınarı là một xã thuộc quận Karapürçek, tỉnh Sakarya, Thổ Nhĩ Kỳ. Dân số thời điểm năm 2008 là 311 người.